# 謝漢忠
謝漢忠（Cheah Hong Chong），是一名已退役馬來西亞男子羽球運動員。
謝漢忠曾於1974年參加全英羽球錦標賽男子單打項目，他在十六強賽以兩個2:15輸給印尼選手梁春生。在1975年的東南亞運動會羽毛球比賽，他獲得男子雙打銀牌（搭檔宋作順）及混合雙打銀牌（搭檔黃妙英）。他也代表馬來西亞參加1976年湯姆斯盃，在對陣衛冕隊印尼時，先與宋作順搭檔以15:13、6:15、6:15輸給梁春生/洪耀龍組合，再與潘亞華搭檔以6:15、11:15輸給紀明發/張鑫源組合，最後全隊以0-9輸球而獲得亞軍。